# Begraafplaats van Préseau
De Begraafplaas van Préseau is een gemeentelijke begraafplaats in de Franse gemeente Préseau in het Noorderdepartement. De begraafplaats ligt aan de zuidrand van het dorpscentrum, net ten westen van de Église Sainte-Aldegonde.

## Britse oorlogsgraven
Op de begraafplaats bevindt zich het graf van twee Britse militairen die sneuvelden in de Eerste Wereldoorlog. In tegenstelling tot de meeste Britse gesneuvelden rusten ze niet onder een typisch Brits oorlogsgraf met witte grafsteen, maar onder in privégraf met afwijkende herdenkingszerk. In de registers van de Commonwealth War Graves Commission is de begraafplaats opgenomen als Preseau Communal Cemetery. Vlak naast de civiele begraafplaats bevindt zich nog een apart Britse militaire begraafplaats, de Preseau Communal Cemetery Extension.